# Torka

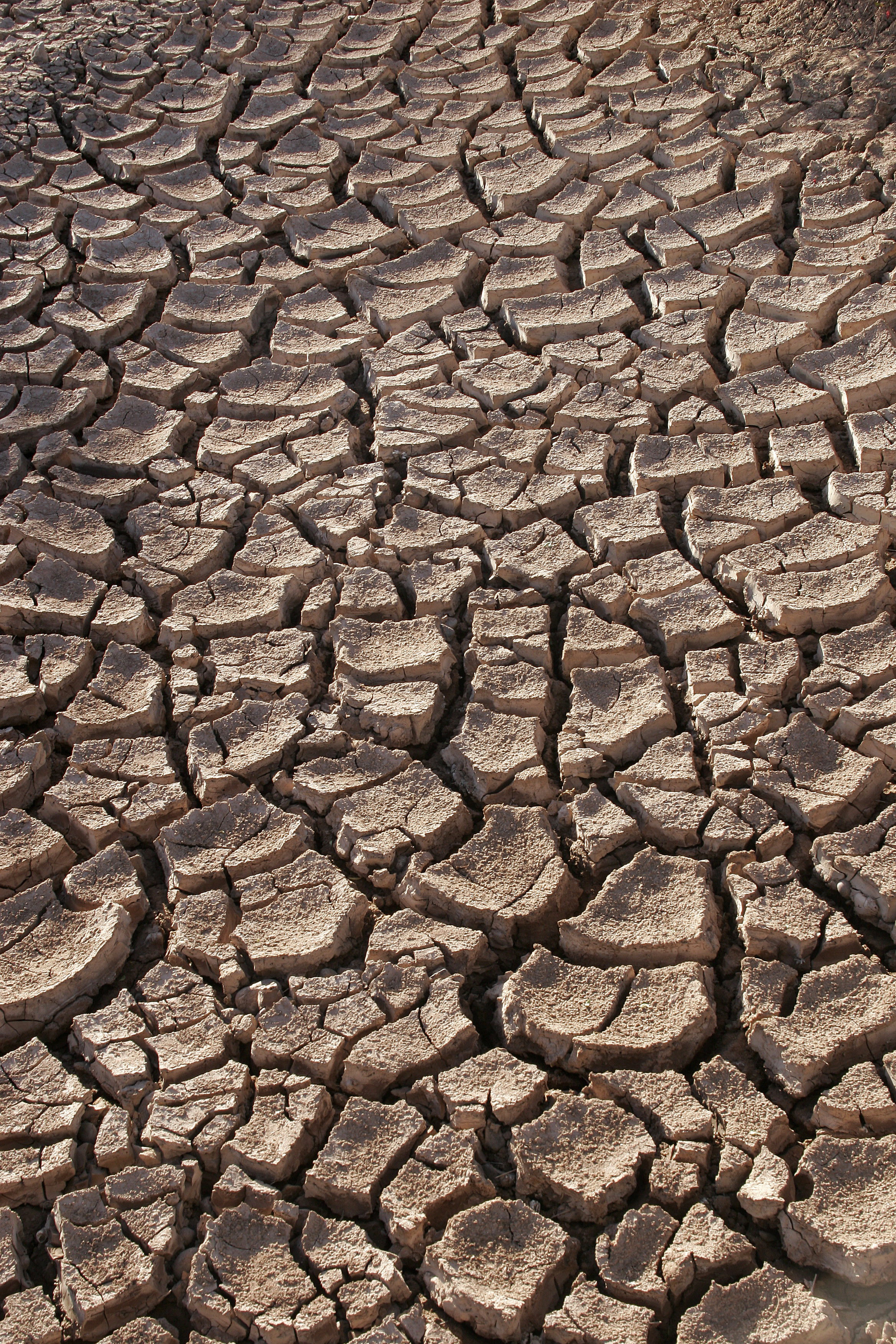
Torr jord till följd av torka, i Sonoraöknen, Mexiko.

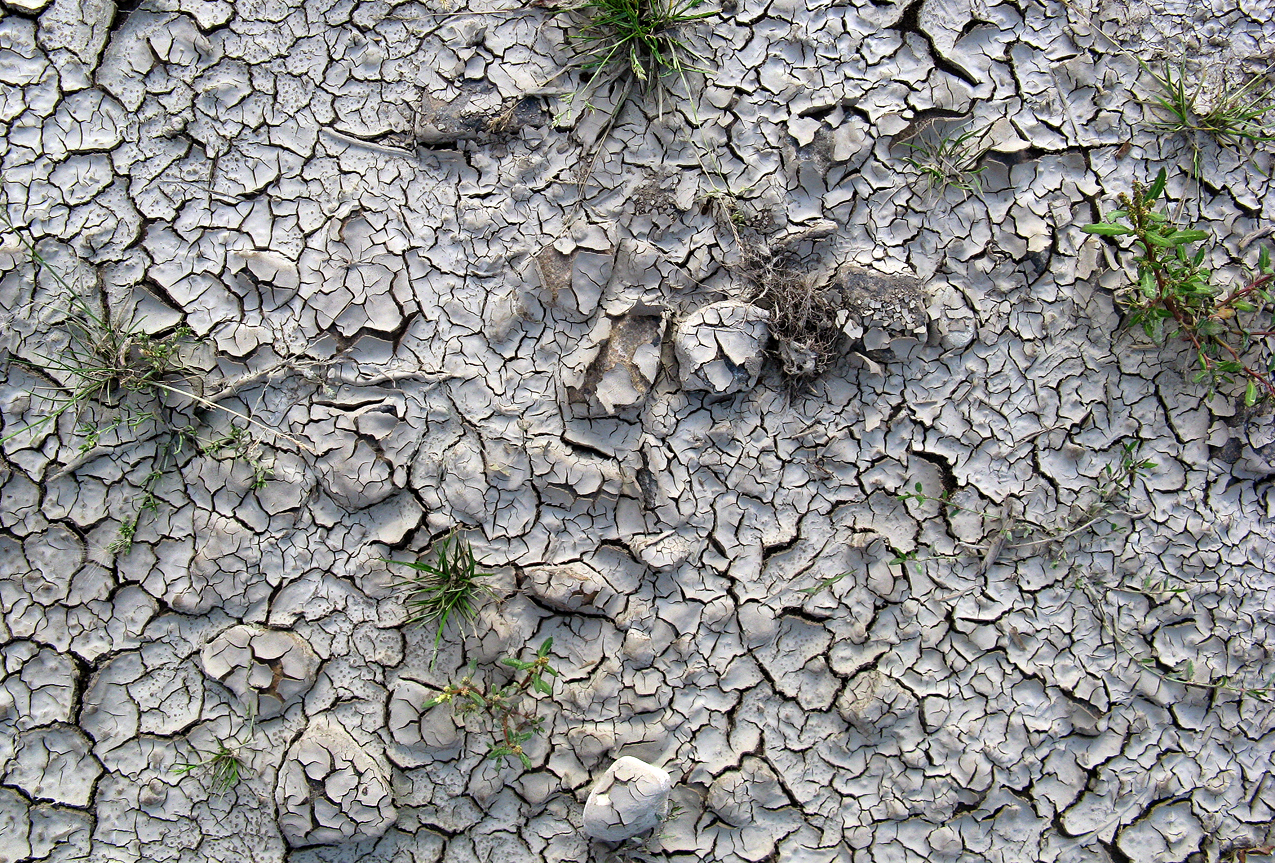
Torka vid Världens ände. Ystad 2013.

Torka är en period utan eller med reducerad vattentillgång i jämförelse med normalt. Det är ett återkommande fenomen som kan uppstå i samtliga klimatzoner och kan pågå under flera månader eller över flera år. Meteorologisk torka är perioder utan nederbörd eller med mindre nederbördsmängder än normalt för platsen. Även andra parametrar såsom temperatur, starka vindar, låg relativ luftfuktighet, tidpunkt och karaktär hos regnskurar (såsom intensitet och varaktighet) samt mänskliga påverkansfaktorer (exempelvis markanvändning & grundvattenuttag)  påverkar uppkomsten och förekomsten av torka. 
Torka kan uppstå vid olika årstider, men framförallt på sommaren kan torka uppstå vid ovanligt varmt väder och när det inte regnar tillräckligt.
Många områden påverkas av torka. Torka kan ge effekter inom jordbruk (skada och förstöra skördar), skogsbruk, dricksvattenproduktion, vattenkraft, industri och genom missväxt orsaka matbrist och hungersnöd. Torka ökar risken för skogs- och gräsbränder samt jorderosion.
Torka är ett stort problem på stora områden på jorden, framförallt delar av Afrika, men kan även ge stora problem lokalt och regionalt i andra delar av världen som i Sverige. Torka skapar stora problem som sjukdomar, svält, missväxt, fattigdom och ökenspridning. Problemen med torka förväntas förvärras på grund av den globala uppvärmningen.

## Torkans typologi
Torka brukar delas in i meteorologisk, markvatten, hydrologisk och socioekonomisk.
- Meteorologisk torka sker då nederbörden är lägre än det normala under en period. Torrperiod innebär att det inte faller någon mätbar nederbörd alls under en sammanhängande period.
- Markvatten- eller jordbrukstorka är då det blir brist på vatten i marken vilket kan leda till vattenstress för växter och förlorade skördar.
- Hydrologisk torka infaller då grundvattennivåerna eller vattenföringen i vattendragen är under det normala.
- Socioekonomisk torka är då de tidigare nämna fenomenen får en påverkan på samhället.

## Torka i framtiden
De framtida effekterna av klimatförändringarna kommer att variera mellan olika regioner. Globala klimatmodeller visar på utbredd hetta och torka på många håll i världen.
I Sverige förväntas både temperatur och nederbörd öka i framtiden[när?] under alla årstider. När temperaturen ökar sommartid, ökar även avdunstningen. Tillsammans med en längre växtsäsong (på grund av ökade temperaturer) kommer det troligtvis bli vanligare med låga vattenflöden och låga grundvattennivåer i södra Sverige.

## Torkans inverkan på träd
Efter svår torka kan trädens löv börja anta gula höstfärger (kloros) till följd av värmestress och vattenbrist, tillväxten på grödor minskar och växternas motståndskraft mot sjukdomar blir sämre. Det första tecknet på torka är att blad börjar sloka och kommer att falla av om växten inte snabbt återvattnas, vilket märks först genom att slokandet inte upphör på natten. Vissa växters blad och löv krullar sig vid torka i stället för att sloka. Klyvöppningen stängs i ett tidigt skede vid torka, vilket leder till att fotosyntesen upphör. Växten kan då tappa sina blad eller löv enligt samma mekanismer som sker på hösten. Om detta sker med gröna löv förlorar växten mycket näringsämnen.
Växter tappar gröna löv vid mycket svår torka. I annat fall hinner växtbladen bli gula innan lövfällningen sker, medan andra växters blad blir bruna och torkar in på stammen. Beroende på vilken växt det är inträffar lövfällningen under torkan eller efter växten blivit återvattnad. I nordisk skogsmark drabbas företrädesvis björk och gran av torka. Granarna får bruna barr och barrar mycket, och björkar slokar innan de antar höstfärg. Unga träd och snabbväxande träd drabbas hårdare än äldre och mera långsamväxande. Höstfärgerna beror på att när fotosyntesen upphör drabbas löven av kloros, det vill säga att bladet förlorar sin gröna färg och blir gul som på hösten. Ett sådant tillstånd tyder också på att rötterna blivit skadade. Hela grenar kan torka in och dö. Växter som en gång drabbats av svår torka har lättare att klara sig vid en ny, vilket är en av orsakerna till att unga träd drabbas hårdare.
Motståndskraften mot sjukdomar blir nedsatt vid torka, vilket synnerligen gäller olika rost- och pestsjukdomar. Exempel på sjukdomar som träd drabbas av under torka innefattar björkrost och barkborrar. Näringstillgången minskar när mindre vätska omsätts vilket kan ge näringsbrist i trädet.

## Torka i Sverige
Enligt SMHI har somrarna 1901, 1911, 1914, 1955, 1959, 1969, 1975, 1976 och 1983 varit ovanligt torra med sommarnederbörd (baserad på mätningar vid 87 stationer) mindre än 150mm.